# Saiva semiannula
Saiva semiannula är en insektsart som först beskrevs av Walker 1858.  Saiva semiannula ingår i släktet Saiva och familjen lyktstritar. Inga underarter finns listade i Catalogue of Life.